# Ferdinand, infant av Spanien
Ferdinand, infant av Spanien, född 16 maj 1609 i El Escorial, död 9 november 1641 i Bryssel, var en spansk prins, kardinal, biskop och militär.

## Biografi
Ferdinand blev redan vid 10 års ålder kardinal och ärkebiskop av Toledo. Han gjorde sig dock främst känd som militär. Ferdinand utnämndes 1632 till generalguvernör över Spanska Nederländerna, men kunde först 1634 med en armé bana sig väg dit genom Tyskland och bidrog på vägen dit avsevärt till kejsarens seger i slaget vid Nördlingen. I Nederländerna, för vilkas privilegier han visade stor hänsyn, förvärvade han sig allmän tillgivenhet och lyckades, trots stora svårigheter, på det hela taget hålla både fransmän och holländare stången. Att Belgien inte delades mellan Frankrike och Nederländerna, vilket dessa enats om, var främst Ferdinands förtjänst.

### Webbkällor
- ”AUSTRIA, Fernando de (1609–1641)” (på engelska). The Cardinals of the Holy Roman Church. Salvador Miranda. Arkiverad från originalet den 18 maj 2018. https://archive.today/20180518081510/http://webdept.fiu.edu/~mirandas/bios1619.htm%23Austria#Austria. Läst 18 maj 2018.
- ”Fernando Cardinal de Austria” (på engelska). Catholic Hierarchy. Arkiverad från originalet den 18 maj 2018. https://archive.today/20180518081613/http://www.catholic-hierarchy.org/bishop/baustriaf.html. Läst 18 maj 2018.